# Centrale nucléaire de Ma'anshan
La centrale nucléaire de Ma'anshan est située à l'extrémité sud de l'île de Taïwan.

## Description
La centrale est équipée de deux réacteurs à eau pressurisée (REP) de 890 MWe :
- Maanshan 1 : 890 MWe, mise en service en 1984 pour 40 ans, arrêtée définitivement en 2024[1].
- Maanshan 2 : 890 MWe, mise en service en 1985 pour 40 ans.

La construction des réacteurs a été réalisée par les compagnies américaines :
- Westinghouse Electric Corporation pour le réacteur,
- General Electric Co. pour la turbine.

Le propriétaire également exploitant est Taiwan Power Company.